# Potífera
Potífera foi um sacerdote da cidade de Om no Egito antigo, mencionado em Gênesis 41:45 e Gênesis 41:50 da Bíblia hebraica.
Ele foi o pai de Azenate, que foi dada a José como sua esposa pelo Faraó, e da qual nasceram dois filhos: Manassés e Efraim.
Seu nome significa "aquele que Rá deu".